# 三好庸隆
三好 庸隆（みよし つねたか、1949年 - ）は、日本のアーバン・デザイナー、建築家。武庫川女子大学教授・生活環境学部長・研究科長。大阪大学招聘教授。工学博士。（社）都市住宅学会関西支部常議員。NPOエコデザインネットワーク理事

## 経歴
1949年兵庫県生まれ。1972年大阪大学工学部建築工学科卒業。英・ハーローニュータウン開発公社に在籍後、1975年大阪大学大学院工学研究科修士課程修了。1975年4月 - 1985年市浦都市開発建築コンサルタンツ、1985年4月 - 1988年8月まで（株）リックで一級建築士事務所を主宰。1988年PPI計画・設計研究所設立。1991年～2000年　関西大学工学部建築学科非常勤講師。
1997年 - 大阪大学工学部地球総合工学科建築コース、環境・エネルギー工学科非常勤講師。
2002年 - 2005年神戸芸術工科大学環境デザイン学科非常勤講師。
2005年博士学位取得（大阪大学）。2007年に武庫川女子大学教授就任。2011年同生活環境学科／生活造形学科、学科長就任。2013年大阪大学招聘教授就任。2016年武庫川女子大学生活環境学部長・研究科長に就任。

## 受賞経歴
- 1972年度 - 日本建築学会設計競技〈農村集落計画〉入選。
- 1987年度 - 商環境デザイン賞入選。
- 1990年度 - 商環境デザイン賞入選。
- 1990年度 - 第5回ショップシステムコンペティション入賞。
- 1990年度 - 大阪府商店照明、大阪府知事賞。
- 1993年度第１回 - 豊中市都市デザイン賞。2001年度第16回 日本建築士会連合会賞（業績賞）、優秀賞。
- 2001年度 - 第2回杜の下町いえなみ賞（共同化・協調化部門）。
- 2001年度 - 第16回日本建築士会連合会賞（業績賞）優秀賞。
- 2001年度 - 第21回大阪都市景観建築賞（大阪まちなみ賞）特別賞。
- 2001年度 - 「大阪湾ベイエリアまちづくりプラン」アイディア募集コンペ、オーディエンス賞。
- 2006年度 - 名舞団地再生コンペにて最優秀賞受賞/大阪ガス・PPIグループで。
- 2005年度第４回 - 茨木市都市景観賞。
- 2006年度明舞団地再生コンペティション、最優秀賞。
- 2014年度団地再編COMPETITION2013、河内長野市長賞[1][2]。

## 所属団体
（社）日本建築家協会、（社）日本建築協会、（社）大阪府建築士会、（社）日本建築学会、都市環境デザイン会議関西ブロック、（社）日本住宅協会、（社）都市住宅学会、（社）全国市街地再開発協会、（社）日本都市計画家協会、（社）日本都市計画学会、（財）都市計画協会、NPO法人コープ住宅推進協議会

## 著書
「デ・アーキテクチュア―脱建築としての建築」（共訳,鹿島出版会SDライブラリー）1992年
「ガレキ＝都市の記憶―ポスト震災のアートスケープ」（共著,樹花舎）1996年
「＜まちづくり＞への新発想―その可能性と18の視点」（単著,建築資料研究社）1998年
「都市環境デザインの仕事」（共著,学芸出版社）2001年
「英国田園都市の過去・現在・未来」（共著,千里国際情報事業財団）2002年
「都心・まちなか・郊外の共生―京阪神大都市圏の将来｣（共著,晃洋書房）2010年
「生活をデザインする」（共著,光生館）2011年
「モダンエイジの建築―『建築と社会』を再読する」（共著,日本建築協会）2017年　など